# Polimnia
Polimnia (in greco antico: Πολυμνία?, Polymnía) è una figura della mitologia greca, una delle nove Muse, figlie di Zeus e Mnemosine.
Polimnia presiede l'orchestica, la pantomima, la danza associate al canto sacro ed eroico. Talvolta viene associata anche alla retorica, alla memoria, alla geometria e alla storia.
L'iconografia tipica la vede rappresentata come una giovane donna dall'aspetto devoto, avvolta da velo e mantello, con il capo cinto da una corona di perle.
A Polimnia è attribuita anche l'invenzione dell'agricoltura.
Una tradizione isolata ne fa la madre di Orfeo, che lei avrebbe avuto da Eagro (più generalmente la madre di Orfeo è Calliope). Platone, nel Simposio, cita una leggenda che considera Polimnia madre di Eros volgare. Secondo uno scolio su Esiodo, fu inoltre madre dell'eroe Trittolemo, collegato ai misteri eleusini.

## Galleria d'immagini

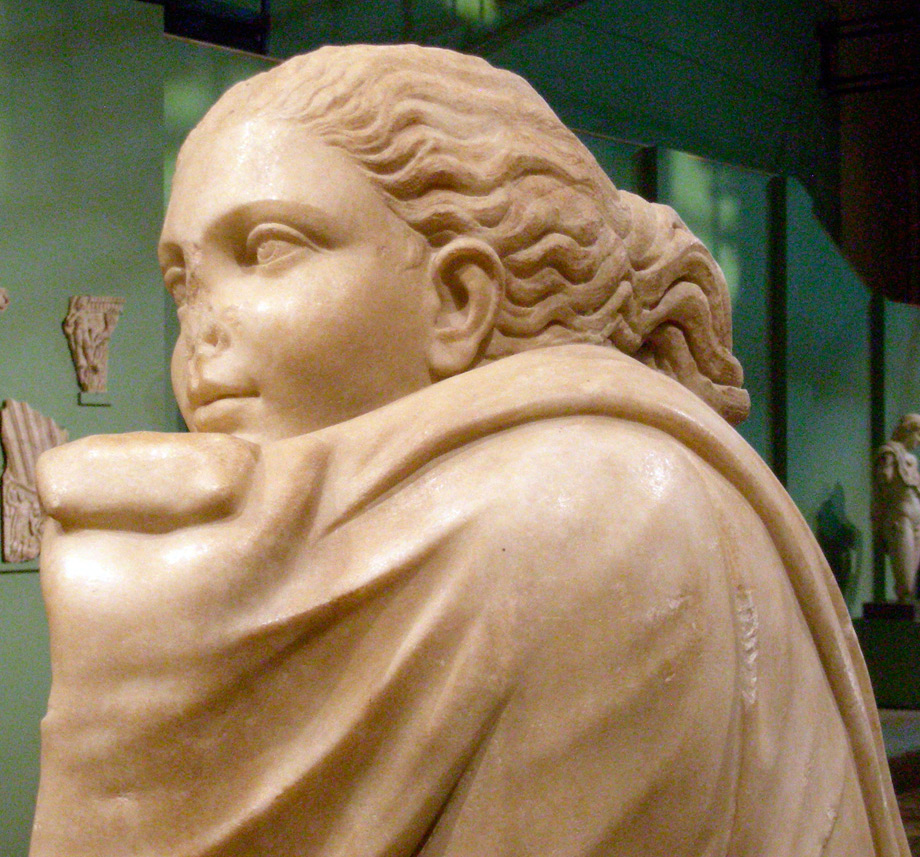
Polimnia dagli horti di Mecenate, Centrale Montemartini.
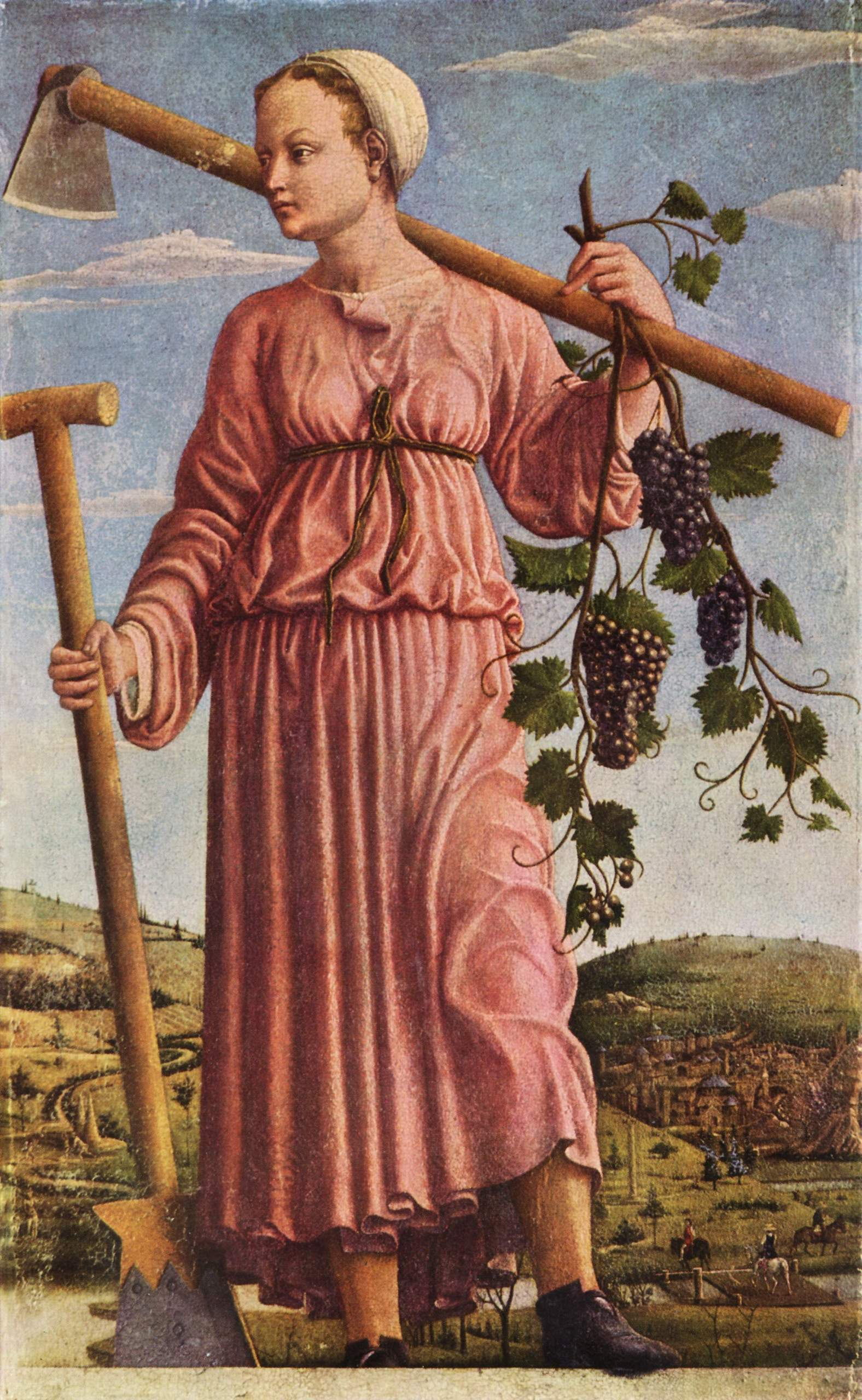
Polimnia, in un dipinto di anonimo ferrarese, 1455-1460, Berlino, Staatliche Museen.
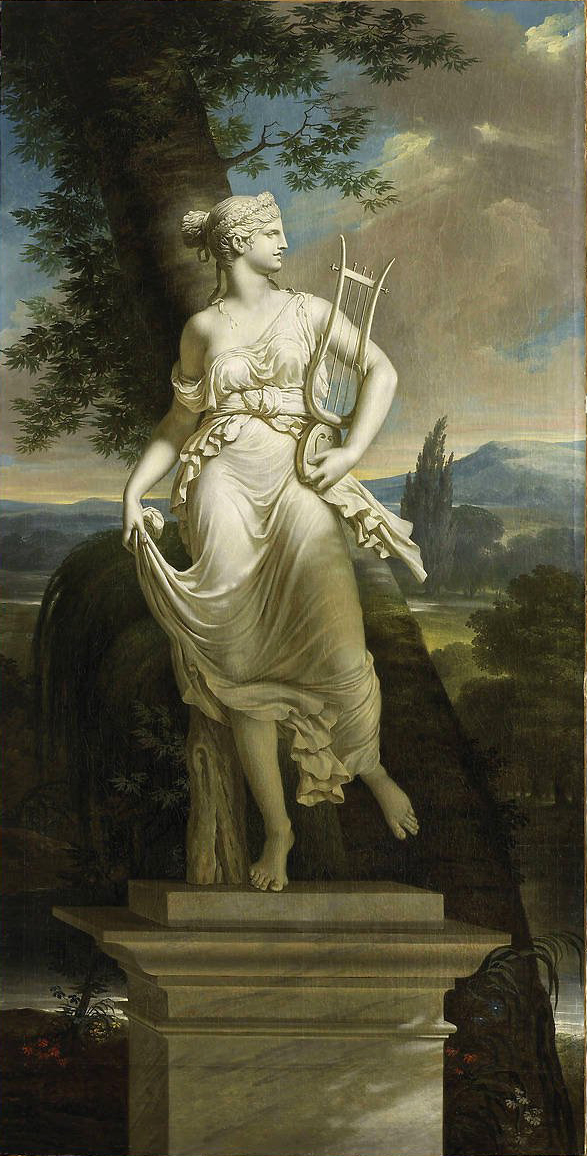
Charles Meynier, Polimnia, Museo della Rivoluzione francese.